# Občina Log-Dragomer

Občina Log-Dragomer - Slovinsko

Občina Log-Dragomer je jednou z 212 občin ve Slovinsku. Rozkládá se ve Středoslovinském regionu. Je jednou z 25 občin regionu. Rozloha občiny je 11,0 km² a v lednu 2014 zde žilo 3620 lidí. V občině jsou celkem 3 vesnice. Správním centrem jsou vesnice Dragomer a Log pri Brezovici.

## Poloha, popis
Občina se rozkládá zhruba 10 km na jihozápad od centra Lublaně. Územím prochází dálnice A1 směrem na Postojnu. V občině není na dálnici žádné napojení.
Sousedními občinami jsou: Dobrova-Polhov Gradec na severu, Brezovica na východě a na jihu, Vrhnika na jihozápadě.

## Vesnice v občině
Dragomer, Lukovica pri Brezovici, Log pri Brezovici